# Остречье
Остречье — деревня в составе Чёбинского сельского поселения Медвежьегорского района Республики Карелия.

## Общие сведения
Расположена на западном берегу озера Остречье.
Сохраняется памятник истории — могила неизвестного советского воина, погибшего в годы Советско-финской войны (1941—1944). В 1970-х на могиле установлен металлический обелиск.
В окрестностях деревни находится государственный охотничий заказник «Кумсинский» — особо охраняемая природная территория.

## Население
Численность населения в 1905 году составляла 117 человек.
| 2002 | 2010 | 2013 |
| ---- | ---- | ---- |
| 31   | ↘18  | ↘14  |

## Улицы
- ул. Центральная

## Галерея

Остречье
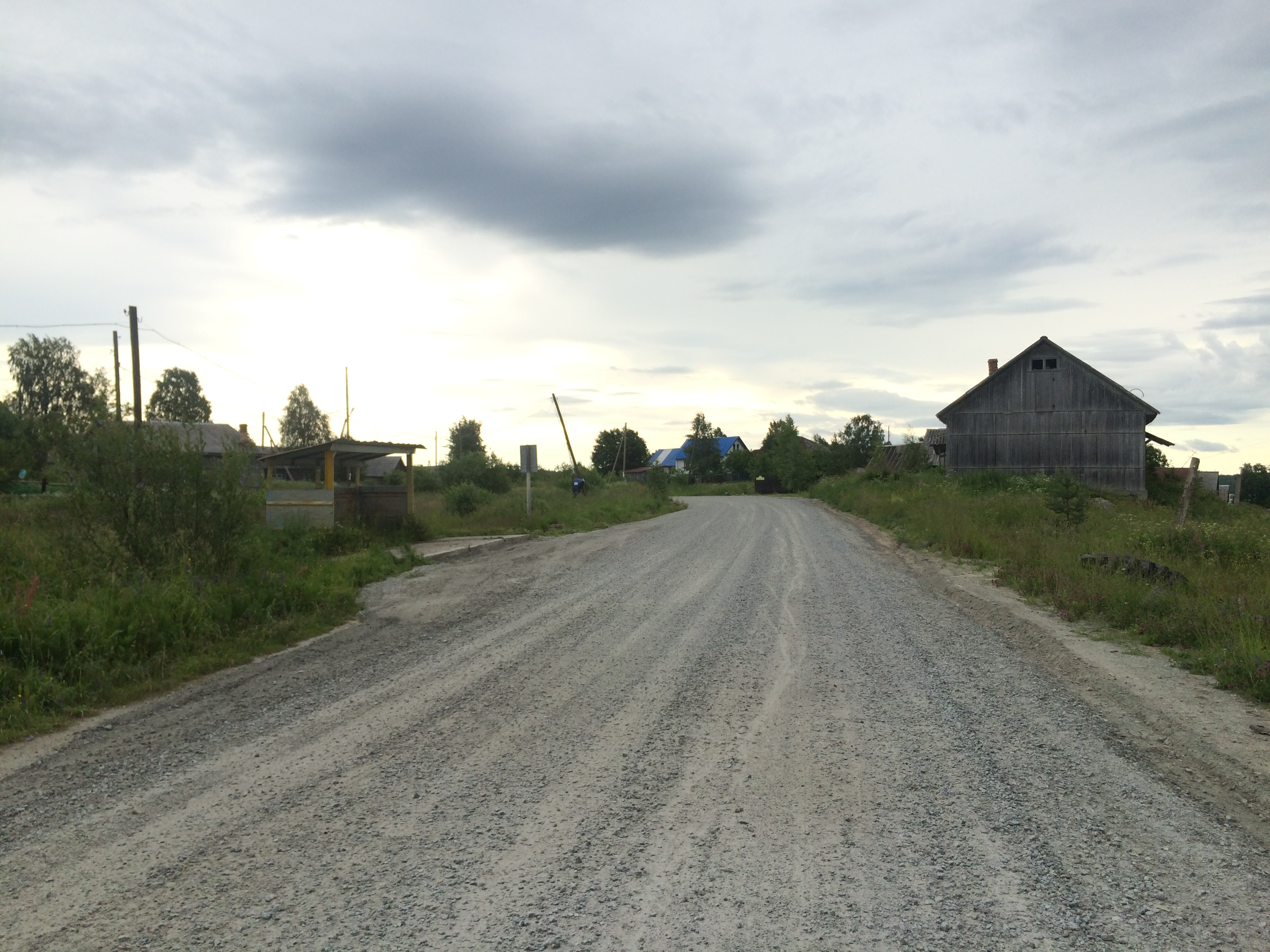
Центральная дорога через деревню
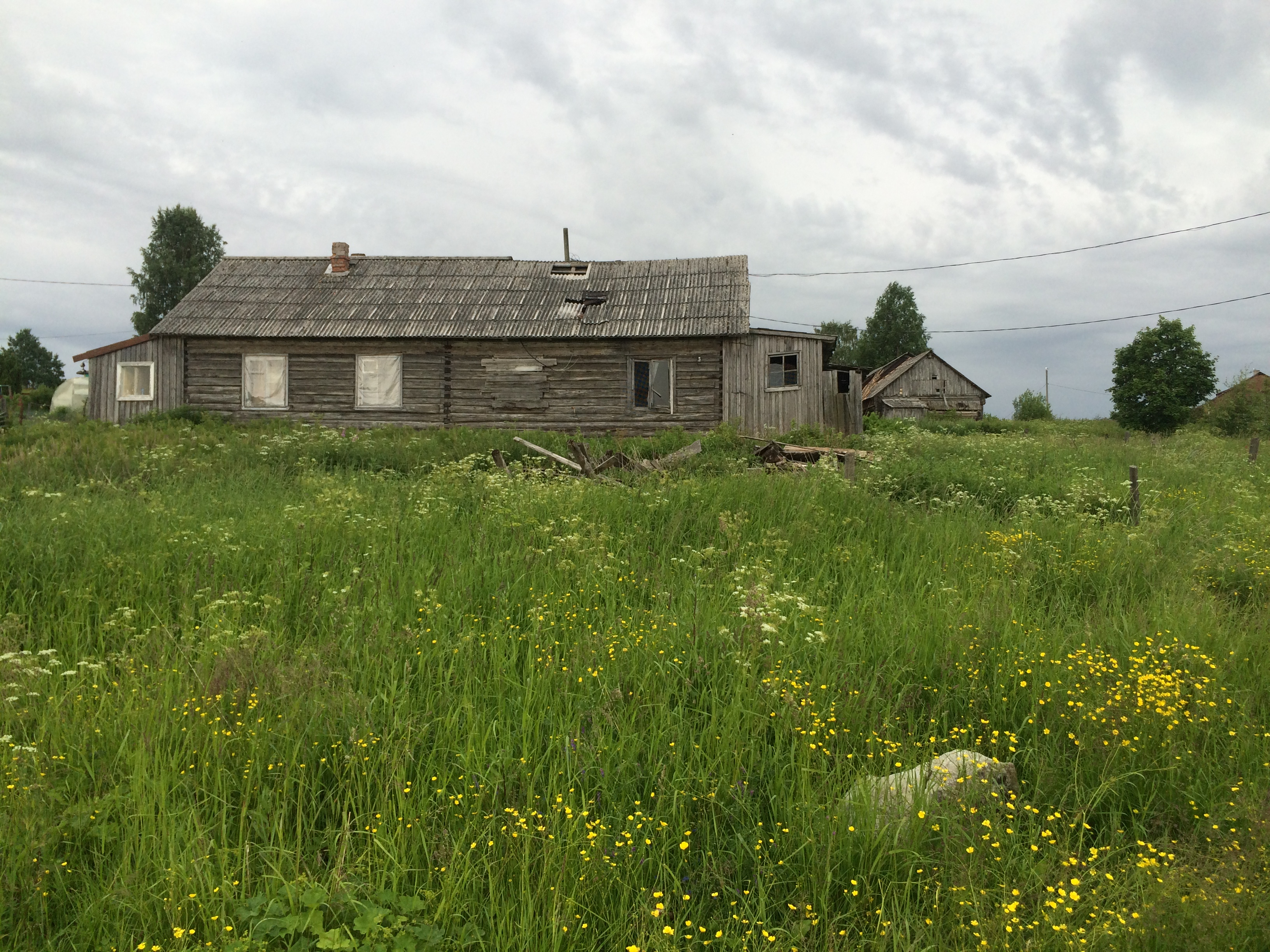
Старый дом
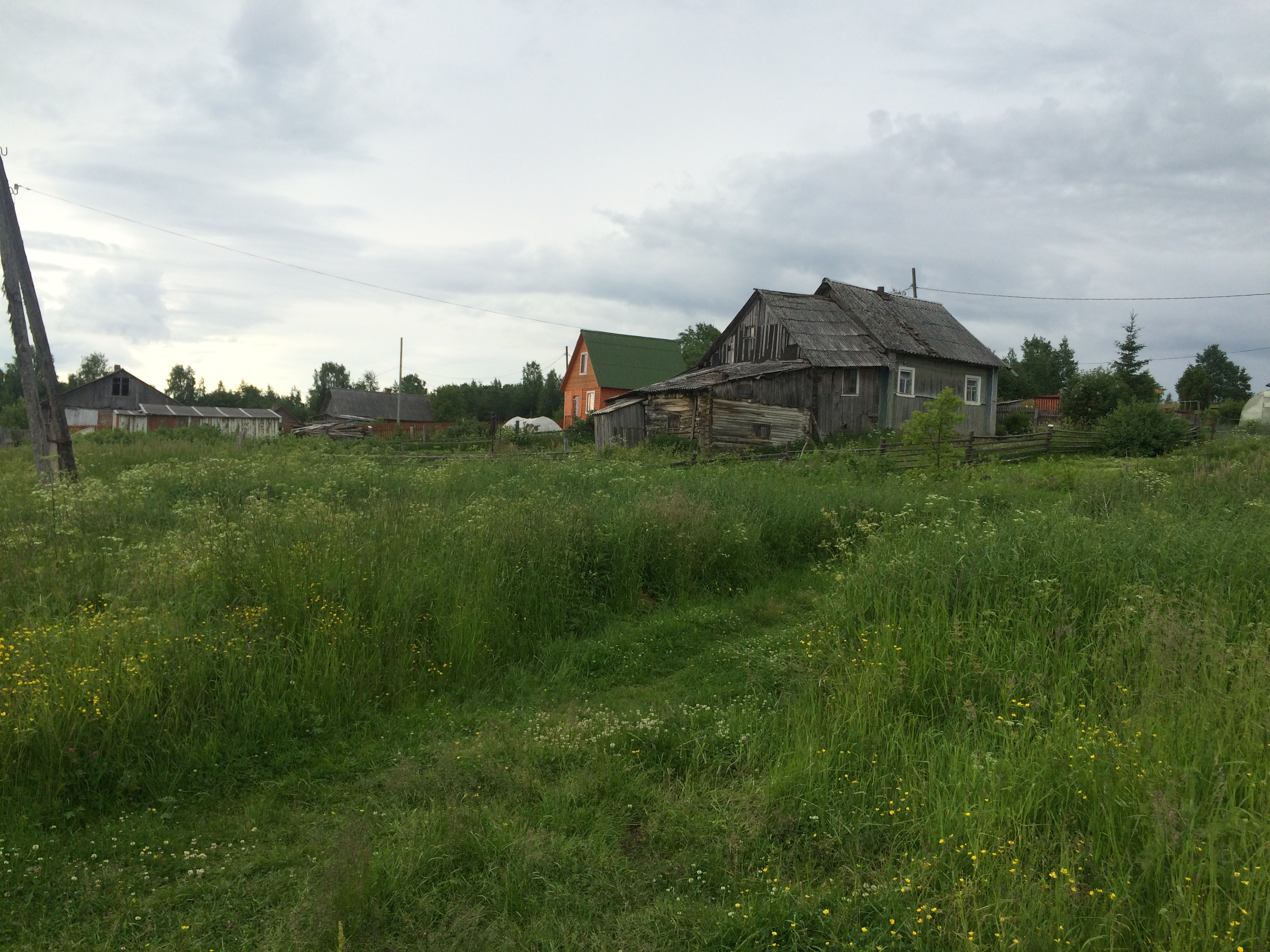
Общий вид